# Монтемуро (Потенца)
Монтемуро (итал. Montemurro) је насеље у Италији у округу Потенца, региону Базиликата.
Према процени из 2011. у насељу је живело 1149 становника. Насеље се налази на надморској висини од 701 м.

## Становништво
Према резултатима пописа становништва 2011. у општини је живело 1.312 становника.
| 1931. | 1936. | 1951. | 1961. | 1971. | 1981. | 1991. | 2001. | 2011. |
| ----- | ----- | ----- | ----- | ----- | ----- | ----- | ----- | ----- |
| 2.602 | 2.816 | 2.895 | 2.916 | 2.057 | 1.787 | 1.648 | 1.555 | 1.312 |